# Sicherheitspolizeigesetz
Das Sicherheitspolizeigesetz (SPG) regelt die Organisation der Sicherheitsverwaltung und die Aufrechterhaltung der öffentlichen Ruhe, Ordnung und Sicherheit in Österreich. Es wurde im Juli 2005 anlässlich der Zusammenlegung von Bundesgendarmerie, Bundessicherheitswachekorps und dem Kriminalbeamtenkorps zur Bundespolizei, sowie im Jahr 2012 anlässlich der Sicherheitsbehörden-Neustrukturierung grundlegend novelliert.

## Inhalt
Das SPG stellt die rechtliche Grundlage für die Sicherheitsbehörden und deren Organe, also die Polizei dar. Außerdem regelt das SPG die Organisation und Aufgaben der Sicherheitsbehörden und des Wachkörpers Bundespolizei.
Das SPG gliedert sich in 9 Teile und diese wiederum in Hauptstücke und weiters in Abschnitte.
Die 9 Teile beschäftigen sich jeweils mit:
- 1. Teil: Anwendungsbereich
- 2. Teil: Aufgaben der Sicherheitsbehörden auf dem Gebiet der Sicherheitspolizei
- 3. Teil: Befugnisse der Sicherheitsbehörden und der Organe des öffentlichen Sicherheitsdienstes im Rahmen der Sicherheitspolizei
- 4. Teil: Verarbeiten personenbezogener Daten im Rahmen der Sicherheitspolizei
- 5. Teil: Strafbestimmungen
- 6. Teil: Rechtsschutz (einschließlich der Rechte und Pflichten des Rechtsschutzbeauftragten)
- 7. Teil: Entschädigung und Kostenersatzpflicht
- 8. Teil: Informationspflichten
- 9. Teil: Schlussbestimmungen

## Verordnungen
Mittlerweile wurden zahlreiche Durchführungsverordnungen erlassen. Die wichtigsten und für Polizei und Behörden bedeutendsten sind:
- Richtlinien-Verordnung – RLV (begründet in § 31 SPG)
- Sondereinheitenverordnung – SEV (begründet in § 6 SPG)
- Anhalteordnung – AnhO (begründet in § 50 SPG)
- Uniformschutzverordnung – USV (begründet in § 83a SPG)
- Sicherheitsakademie-Bildungsverordnung – SIAK-BV

## Abgrenzung zur StPO
Manche Aufgaben im SPG stehen in einem Naheverhältnis zum Strafrechtswesen, und hier im Besonderen zur StPO (Strafprozessordnung). Einige sehr wesentliche Aufgaben, wie etwa die erste allgemeine Hilfeleistung (§ 19 SPG), die Aufrechterhaltung der öffentlichen Ordnung (§ 27 SPG) oder die Auflösung von Besetzungen (§ 37 SPG), hängen mit der Strafjustiz nicht unmittelbar zusammen, anders jedoch Aufgaben wie zum Beispiel die Abwehr aktueller gefährlicher Angriffe (§ 21 SPG) oder etwa die Verhinderung zukünftiger Straftaten durch die Aufklärung von aktuellen oder früheren gefährlichen Angriffen.
Hier ist auch der präventive Charakter des SPG im Vergleich zur StPO erkennbar. Das SPG soll bereits im Vorfeld greifen und strafbare Handlungen verhindern (zum Beispiel vorbeugender Schutz von Rechtsgütern (§ 22 SPG), Betretungsverbot und Wegweisung zum Schutz vor Gewalt (§ 38a SPG)), während hingegen die StPO zur Aufklärung einer Straftat dient.
Vereinfacht gesagt reichen die Aufgaben des SPG von der Vorbeugung bzw. Verhinderung der Straftat bis zu Maßnahmen zur Beendigung einer gerade stattfindenden Straftat. Die StPO hat hingegen die Aufgabe die Tat aufzuklären und den/die Täter auszuforschen.
Dies wird in einigen Paragrafen des SPG verdeutlicht wie zum Beispiel im § 40 SPG – Durchsuchung von Menschen. Diese Personsdurchsuchung dient dazu, Gegenstände eines Festgenommenen zu finden, die geeignet sind die Sicherheit des Festgenommenen und die anderer zu gefährden oder die ihm eine Flucht ermöglichen können. Während hingegen eine Personsdurchsuchung nach Beweisgegenständen nach einer Straftat ausschließlich nach den Bestimmungen der StPO (§ 139 bis § 142 StPO) zu erfolgen hat.
Interessant ist auch, dass sich die Bestimmungen für den Erkennungsdienst, also wie Fingerabdrücke, DNA-Abstriche etc. durchzuführen sind, im SPG geregelt sind. Dies deshalb, da die erkennungsdienstliche Behandlung vorrangig zur Abwehr von Straftaten dienen soll, aber auch um nicht nur jene erkennungsdienstlich behandeln zu können, die verdächtig sind, eine Straftat begangen zu haben, sondern zum Beispiel auch Abgängige oder Gelegenheitspersonen (Personen die nicht tatverdächtig sind und Gelegenheit hatten, am Tatort Spuren zu hinterlassen, wie zum Beispiel Angehörige des Opfers, Ärzte und Sanitäter, Polizeibeamte).
Trotzdem dürfen diese ermittelten Daten auch zum Zwecke der Strafrechtspflege (also zur Ausforschung eines Täters) eingesetzt werden (§ 71 SPG – Übermittlung erkennungsdienstlicher Daten).

## Handy- und Internetdaten
Völlig überraschend wurde im Dezember 2007 unter der Regierung Gusenbauer aus SPÖ und ÖVP das SPG dahingehend novelliert, dass Mobilfunkanbieter Standortdaten und die internationale Mobilfunkteilnehmerkennung (IMSI) eines Handys oder die Daten zu einer IP-Adresse ohne Richterkontrolle an die Polizei bekanntgeben müssen. Bereits in den ersten Monaten nach Inkrafttreten stellte sich heraus, dass die Exekutive ihre neuen Möglichkeiten zur Rufdatenrückerfassung ausschöpft. Im Zeitraum 1. Jänner 2008 – 30. April 2008 wurden 3.863 Auskunftsverlangen gemäß § 53 Abs. 3a SPG durchgeführt.
Gegen mehrere Bestimmungen zu Handy- und Internetdaten haben ein Mobilfunkbetreiber (GSM und UMTS) und mehrere Privatpersonen Beschwerden beim Verfassungsgerichtshof (VfGH) eingebracht. Die T-Mobile Austria beantragte die „Aufhebung des gesamten Art. 1 Punkt 4. des Bundesgesetzes, mit dem das Sicherheitspolizeigesetz, das Grenzkontrollgesetz und das Polizeikooperationsgesetz geändert werden, BGBl. I Nr. 114/2007, wegen Verfassungswidrigkeit“ und stellte weitere Hilfsanträge. Gegen § 53, § 53a und § 54 SPG in der Form des BGBl. I Nr. 4/2008 erhoben 27 Einzelpersonen Beschwerden wegen behaupteter Verfassungswidrigkeit beim Verfassungsgerichtshof.
Der VfGH hat in seinen Entscheidungen die Prüfung abgelehnt.
Die Politikerin Marie Ringler (Grüne) kündigt daraufhin an, das Gesetz vom Europäischen Gerichtshof für Menschenrechte (EGMR) auf seine Vereinbarkeit mit der Europäischen Menschenrechtskonvention (EMRK) prüfen zu lassen. Die Klage wurde am 12. Jänner 2010 eingebracht. Am 12. Mai 2020 erklärte der EGMR die Klage für unzulässig.